# Aladdin (film, 2019)
Aladdin är en amerikansk familjefilm i regi av Guy Ritchie. Det är en nyinspelning av den tecknade filmen med samma namn från 1992, som i sin tur är baserad på en av sagorna i Tusen och en natt. Filmen hade biopremiär i Sverige den 22 maj 2019 och i USA den 24 maj 2019.
Den flerfaldigt Oscarbelönade Disneykompositören Alan Menken, som gjorde musiken i den tecknade originalfilmen, återvände för att göra filmens musik, precis som han gjorde i Skönheten och odjuret (2017). Filmen innehåller originalfilmens alla sånger, utom Jafars version av "Prince Ali", skrivna av Menken, Howard Ashman och Tim Rice, och innehåller även en ny sång, "Speechless", skriven av Menken och den Oscarbelönade låtskrivarduon Benj Pasek och Justin Paul från musikalfilmen La La Land (2016). Pasek och Paul skrev även ny text till sången "Arabian Nights" från originalfilmen.
En uppföljare är under utveckling.

## Handling
I den arabiska staden Agrabah bor Aladdin, en ung godhjärtad gatupojke som tillsammans med sin apa Abu stjäl mat för att inte svälta och flyr från de kungliga vakterna. Agrabahs sultan försöker hitta en man som hans vackra och självständiga dotter och enda barn Jasmin ska gifta sig med, men Jasmin vill absolut inte gifta sig med någon hon inte ens känner. När Jasmin sticker till marknadsplatsen träffar hon Aladdin och de två blir vänner, utan att Aladdin har en aning om att hon är prinsessan. 
Sultanens onde rådgivare Jafar planerar tillsammans med sin papegoja Jago att störta sultanen och själv ta makten över Agrabah. För att kunna göra det behöver Jafar få tag på en speciell oljelampa som finns i en magisk grotta och som tyvärr endast en person kan gå in i. Jafar tänker testa ifall Aladdin är den enda personen som kan gå in i den magiska grottan. Så när Aladdin arresteras skickar Jafar ner honom till grottan för att hämta lampan åt honom, och Aladdin kan lugnt gå in där. Men när grottan förseglas så att Aladdin och Abu blir instängda gnider Aladdin på lampan och släpper ut en blå ande som kan uppfylla tre önskningar åt varje herre.
Efter att ha kommit ut ur grottan önskar Aladdin att Anden gör honom till prins så att han förhoppningsvis kan vinna prinsessan Jasmins hjärta. Så Aladdin kommer till Agrabahs palats under namnet prins Ali av Ababwa och när han tar med Jasmin på en tur lyckas han vinna hennes hjärta. Men när Jafar får veta att prins Ali egentligen är pojken som han skickade för att hämta Andens lampa från grottan åt honom planerar han att stjäla lampan från Aladdin. Det blir upp till Aladdin att rädda både Agrabah och kvinnan han älskar från den onde trollkarlens klor.

## Rollista (i urval)
- Will Smith – Anden/Sjöfarare
- Mena Massoud – Aladdin
- Naomi Scott – Prinsessan Jasmin
- Marwan Kenzari – Jafar
- Navid Negahban – Sultanen
- Nasim Pedrad – Dalia
- Billy Magnussen – Prins Anders
- Numan Acar – Hakim
- Jordan A. Nash – Omar
- Taliyah Blair – Lian
- Amir Boutrous – Jamal
- Alan Tudyk – Jago (röst)
- Frank Welker – Abu / Rajah / Den magiska grottan (röst)

## Svenska röster
- Karl Dyall – Anden/Sjöfarare
- Sam Molavi – Aladdin
- Marsha Songcome – Prinsessan Jasmin
- Jens Hultén – Jafar
- Gunnar Ernblad – Sultanen
- Anneli Heed – Dalia
- Patrik Berg Almkvisth – Prins Anders
- George Shaid – Hakim
- Tore Kugelberg – Omar
- Niji Dyall Price – Lian
- Andreas Österberg – Jamal
- Patrik Berg Almkvisth – Jago

## Skillnader
Lista över vad som skiljer sig i handlingen mellan denna och den tecknade.
- Jasmins tjänarinna Dalia är nyskapad för denna film.
- Aladdin och Jasmin träffas första gången redan innan sångnumret ”Ett steg före” och Jasmin blir inblandad i sången. Sedan ljuger hon att rollerna mellan hon och Dalia är ombytta.
- När Anden blir befriad från lampan, tack vare Aladdin, blir han inte längre en ande, utan en människa och gifter sig sedan med Dalia.
- Jasmin ärver kungariket istället för Aladdin, och hennes historia handlar om feministisk kamp där hon vill ha rätten att bli ny sultan efter sin pappa.
- I den tecknade klär Jasmin sig med bar midja. I denna gör hon inte det.
- I denna film agerar Jago mer som en vanlig papegoja, till skillnad från den tecknade i vilket han hade mer antropomorfiska egenskaper.[3]

## Produktion
I februari 2017 uppgavs att filmskaparna letade efter en mångsidig rollbesättning och att de inte skulle försöka "att göra Prince of Persia". Ett globalt casting-samtal för huvudrollerna av Aladdin och Jasmin påbörjades i mars 2017. Den 19 april 2017, rapporterades det att antingen Gabriel Iglesias eller Will Smith var i samtal för rollen av Anden. Will Smith bekräftades under juli 2017 som rollen av Anden.

## Framtid

### Uppföljare
Den 12 februari 2020 bekräftade Variety officiellt att en uppföljare är under utveckling, med John Gatins och Andrea Berloff som manusförfattare. Mena Massoud, Will Smith och Naomi Scott kommer att reprisa sina roller.

### Spin-off
Den 6 december 2019 tillkännagavs att en spin-off-film fokuserad på Prins Anders var under utveckling för Disney+. Billy Magnussen kommer att reprisera sin roll.